# Lông mu

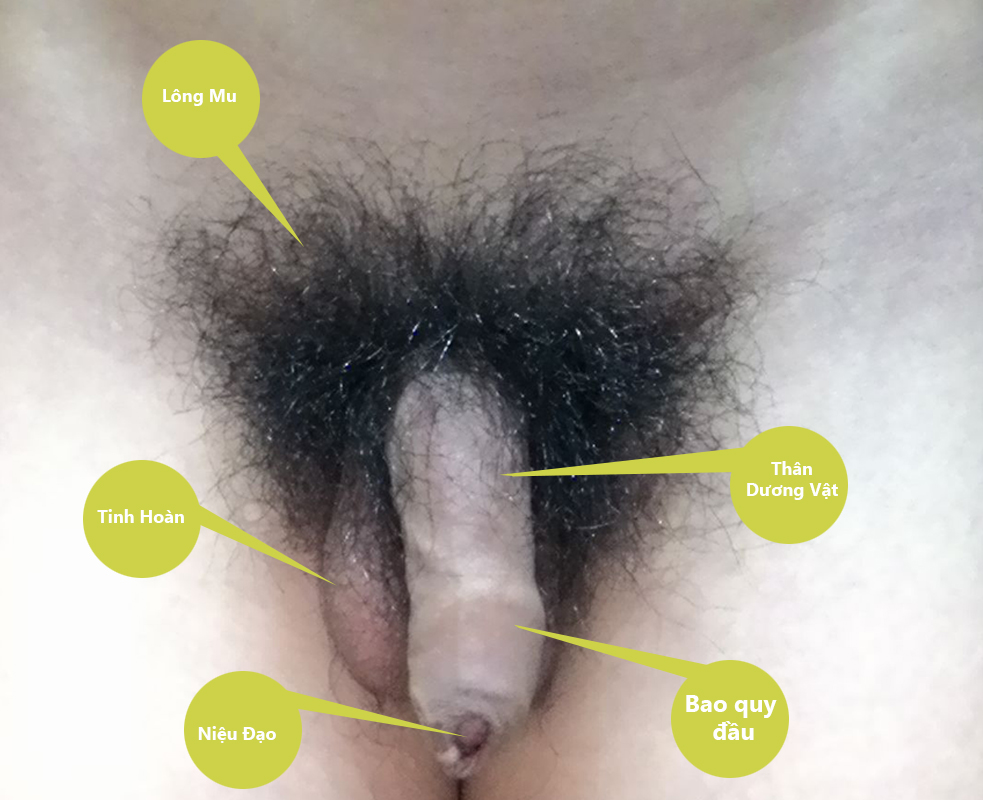

Lông mu là phần lông mọc phía trên cơ quan sinh dục, có cả ở nam lẫn nữ. Phần lông này có thể có màu sắc, độ dài, hình dạng, số lượng khác nhau tùy thuộc vào chủng tộc, sinh lý, cơ địa của mỗi người. Chẳng hạn, phái nam thường sẽ có nhiều lông và lông sẽ mọc dài, quăn hơn phái nữ; người Châu Á, châu Phi thì lông có màu đen và thường mọc thẳng, người châu Âu, Châu Mĩ thì lông thường có màu nâu và quăn. Phần lông này có thể mọc lan xuống cả cơ quan sinh dục, hai bên háng cũng như cả xung quanh hậu môn.

## Tác dụng
Do phần da chỗ cơ quan sinh dục rất nhạy cảm nên phần lông này có tác dụng chính là bảo vệ và giữ độ ẩm thích hợp cho cơ quan sinh dục.

## Quan niệm

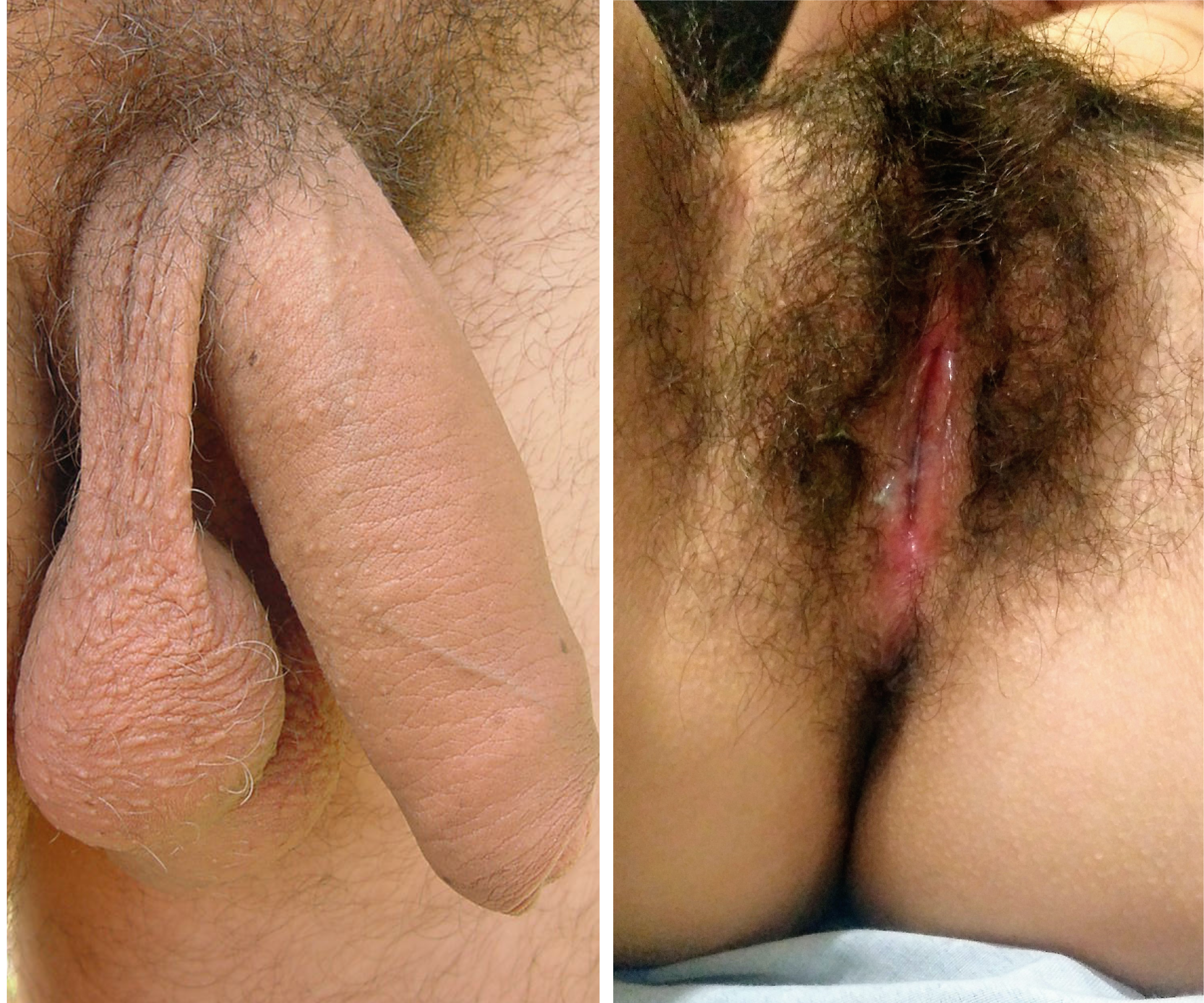
lông mu của người trưởng thành

Nhiều người có quan niệm khác nhau về lông mu. Ở nam giới, quan niệm lông mu nhiều đồng nghĩa với độ nam tính là khá phổ biến. Điều này có phần đúng vì số lượng lông do hoocmon testosteron quyết định nhưng cũng không hoàn toàn chính xác vì nó còn phụ thuộc vào nhiều yếu tố khác. Ở một số làng tại Arap, người ta có tục lệ người phụ nữ phải nhổ sạch phần lông mu trước ngày cưới để chứng tỏ sự trong trắng (như trong tác phẩm có thực Bị thiêu sống đã từng đề cập).

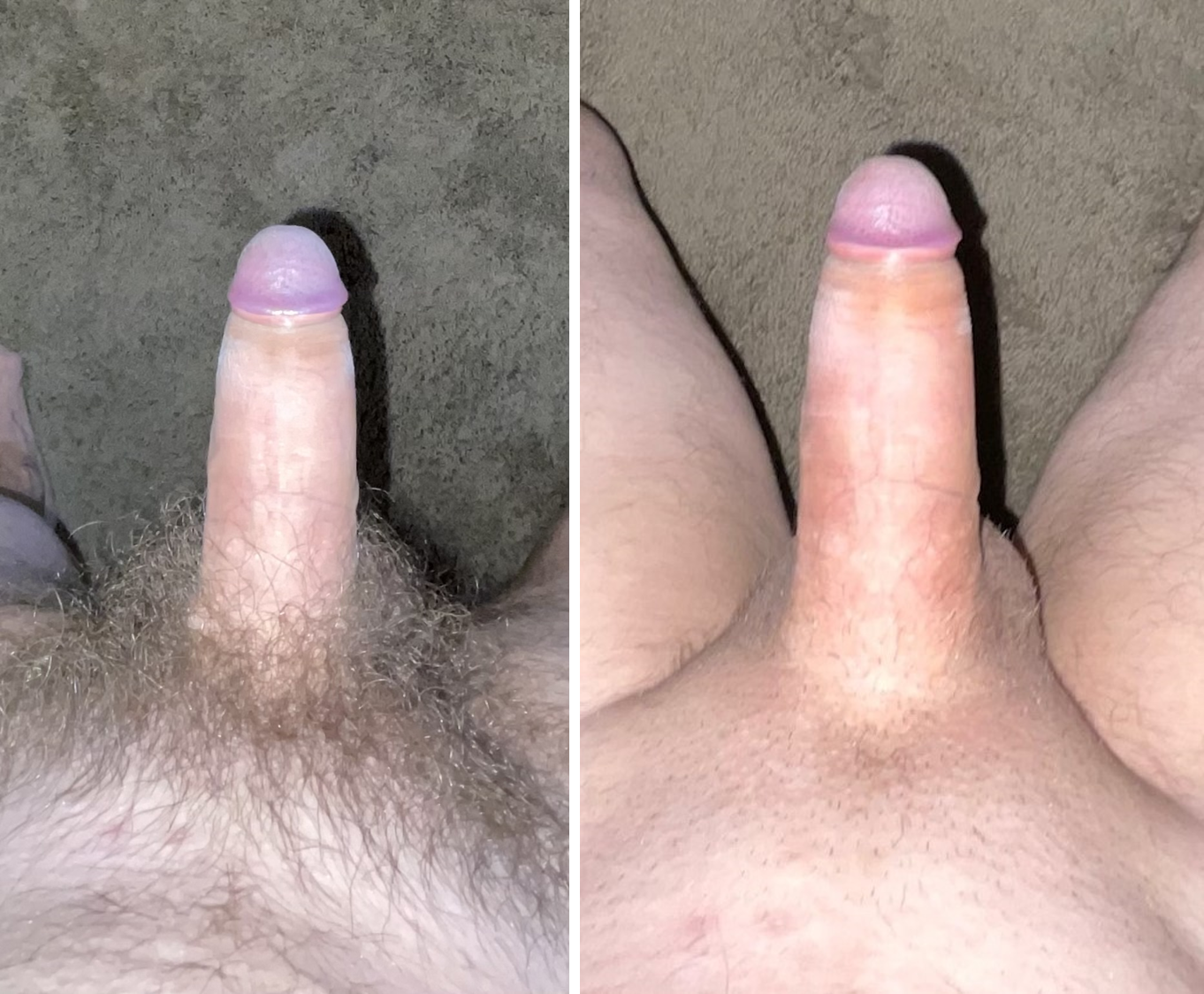